# The Cumshots
The Cumshots er et heavy metal-band fra Norge, stiftet i 1999 af Kristopher Schau og Ole Petter Andreassen.
På Quartfestivalen i 2004 dyrkede et par sex på scenen som en del af showet. Der blev en retssag og bøder til alle bandmedlemmerne.

## Medlemmer
- Kristopher Schau, "Max Cargo" – vokal
- Ole Petter Andreassen, "El Doom" – guitar/vokal
- Fredrik Gretland, "Freddie Tennessee" – guitar
- Tommy Reite, "Tommy Dean" – bas
- Christian Svendsen, "Chris Bartender" – trommer

## Albums
- Last Sons of Evil (2001, EMI)
- Norwegian Jesus (2003, Big Dipper)
- Just Quit Trying (2006, Big Dipper)
- A Life Less Necessary (2009, Rodeostar)